# Titularbistum Kaskar der Chaldäer
Kaskar dei Caldie ist ein Titularerzbistum der römisch-katholischen Kirche.
| Titularbischöfe von Kaskar dei Caldie |                      |                                                                  |             |                  |
| Nr.                                   | Name                 | Amt                                                              | von         | bis              |
| 1                                     | Emmanuel-Karim Delly | Weihbischof der chaldäisch-katholischen Kirche in Baghdad (Irak) | 6. Mai 1967 | 3. Dezember 2003 |